# Miguel Santos Ruiz
Miguel Santos Ruiz (Utrera, Sevilla, 4 d'octubre de 1999) és un jugador d'escacs andalús, que té el títol de Gran Mestre Internacional des de 2018. És rebesnet de Miguel de Unamuno.
A la llista d'Elo de la FIDE del juliol de 2022, hi tenia un Elo de 2578 punts, cosa que en feia el jugador número 9 (en actiu) de l'estat espanyol, i el número 281 del rànquing mundial. El seu màxim Elo va ser de 2605 punts, a la llista del setembre de 2021.

## Resultats destacats en competició
El 2013 es proclamà campió d'Espanya sub-16 a Salobreña. També el 2013 empatà al primer lloc, i fou segon per desempat, al Campionat d'Europa sub-14 (el campió fou Jorden Van Foreest). El 2017 fou Campió d'Espanya sub-18, a Salobreña. i el mateix any empatà al tercer lloc al Campionat d'Europa sub-18 (el campió fou Thybo Jesper Sondergaard).
El març de 2018 fou 19è al Campionat d'Europa individual a Batumi, primer espanyol classificat, i això li donà plaça per participar en la Copa del Món d'escacs de 2019. Posteriorment en aquesta competició fou eliminat per Wei Yi en primera ronda. També el 2018 obtingué el títol de Gran Mestre.
L'octubre de 2019 fou quart al Campionat del món d'escacs sub-20 celebrat a Nova Delhi (el campió fou Evgeny Shtembuliak).
El novembre de 2019 fou novè al campionat d'Espanya absolut a Marbella (el campió fou Aleksei Xírov). El novembre de 2019 fou tercer al "II Festival VIII Centenari de la Universitat de Salamanca", per sota d'Eduardo Iturrizaga i de Ruslan Ponomariov.